# Alexandre Elias da Moldávia
Alexandre IV Elias (em moldavo; Alexandru IV Iliaș), foi Príncipe da Valáquia de 1616 a 1618, depois de 1628 a 1629 como Alexandre IV, e Príncipe da Moldávia de 1620 a 1621 e de 16313 a 1633.

## Vida
Alexandre IV foi aprovado Príncipe da Valáquia pelos Otomanos de setembro de 1616 a novembro de 1618 e de outubro de 1629 a 10 de setembro de 1630. Ele também foi Príncipe da Moldávia sob o nome de Alexandre Elias de 10 de setembro de 1620 (após a Batalha de Țuțora) a outubro de 1621 e de dezembro de 1631 a abril de 1633; ele morreu no mesmo ano (ou 1666).
De uma esposa desconhecida ele deixou dois filhos:
- Radu XI Elias, Príncipe da Valáquia;
- Elias Alexandre, Príncipe da Moldávia.